# دنباله‌دار کوهوتک
دنباله‌دار کوهوتک (انگلیسی: Comet Kohoutek) (به‌طور رسمی C/1973 E1 و قبلاً 1973 XII و 1973f)[c] دنباله‌داری است که در اواخر سال ۱۹۷۳ از نزدیکی خورشید عبور کرد. پیش‌بینی‌های اولیه در مورد اوج درخشندگی دنباله‌دار نشان می‌داد که این دنباله‌دار پتانسیل تبدیل شدن را دارد که یکی از درخشان‌ترین دنباله‌دارهای قرن بیستم باشد که توجه عموم و رسانه‌ها را به خود جلب کرد و نام «دنباله دار قرن» را به جای نام «دنباله‌دار» به خود اختصاص داد. هرچند کوهوتک نسبتاً درخشان شد، اما در نهایت این دنباله‌دار بسیار کم‌نورتر از پیش‌بینی‌های خوش‌بینانه بود: قدر ظاهری آن تنها به ۳- رسید (برخلاف پیش‌بینی‌های قدر تقریبی ۱۰-) و فقط برای مدت کوتاهی قابل مشاهده بود، و به سرعت تاریک‌تر شد. تا پایان ژانویه ۱۹۷۴ قابلیت دیده‌شدن با چشم غیرمسلح را از دست داد.
این دنباله‌دار توسط لوبوش کوهوتک در رصدخانه هامبورگ در ۱۸ مارس ۱۹۷۳ کشف شد و به نام او نامگذاری شد. کوهوتک در جستجوی دنباله‌دار بیلا بود و به‌طور اتفاقی دنباله‌دار همنام او را در جریان بررسی صفحات عکاسی آن شی متفاوت کشف کرد. این دنباله‌دار بیشتر از هر دنباله‌دار پیشین دورتر از خورشید کشف شد. روش‌های مرسوم برای پیش‌بینی روشنایی دنباله‌دار منجر به پیش‌بینی‌های سخاوتمندانه درخشندگی دنباله‌دار کوهوتک در اواخر سال ۱۹۷۳ و آغاز سال ۱۹۷۴ شد که منجر به انتظارات زیادی در محافل علمی و عموم مردم شد. دنباله‌دار کوهوتک در ۲۸ دسامبر ۱۹۷۳ به حضیض زمین رسید. اگرچه این دنباله‌دار در آن زمان در درخشان‌ترین حالت خود بود، اما تنها می‌توانست توسط ابزارهای علمی و فضانوردان در اسکای‌لب رصد شود. برای بیشتر ناظران زمینی، کوهوتک زمانی که از تابش خیره کننده خورشید در ژانویه ۱۹۷۴ بیرون آمد، تنها به قدر ۰ رسید. در اواخر همان ماه به سرعت از حد قابل رؤیت با چشم غیرمسلح محو شد و آخرین بار در نوامبر ۱۹۷۴ مشاهده شد. تبلیغات، نام کوهوتک با «ناامیدی تماشایی» مترادف شد.
به دلیل تشخیص زودهنگام و ویژگی‌های منحصر به فرد آن، دارایی‌های علمی متعددی به رصد کوهوتک در طی سال‌های ۱۹۷۳–۱۹۷۴ در منظومه شمسی اختصاص داده شد که کوهوتک را به مطالعه‌شده‌ترین دنباله‌دار در آن زمان تبدیل کرد. یافته‌های به دست آمده به‌طور قابل توجهی درک دنباله‌دار را افزایش داد. شناسایی مولکول‌های بزرگ‌تر و پیچیده‌تر ناشی از کوهوتک در کنار گونه‌های شیمیایی مرتبط اما ساده‌تر، این فرضیه را تأیید کرد که دنباله‌دارها از مولکول‌های بزرگ‌تری تشکیل شده‌اند که به محصولات ساده‌تر تجزیه می‌شوند. حضور قابل توجه گازها و پلاسمای بیرون رانده شده از کوهوتک از فرضیه دیرینه «گلوله برفی کثیف» در مورد ترکیب هسته‌های دنباله‌دار پشتیبانی می‌کند. کشف آب، [e] متیل سیانید، هیدروژن سیانید و سیلیکون در کوهوتک نخستین باری بود که چنین گونه‌های شیمیایی در دنباله‌داری مشاهده می‌شد. نمایش بی‌نظیر آن، فرضیات دیرینه در مورد منحنی نور دنباله‌دارهای مشابهی را که وارد منظومهٔ شمسی داخلی می‌شوند را، به چالش می‌کشد.
مدار بسیار غیرعادی کوهوتک قبل از حضیض آن در سال ۱۹۷۳ نشان می‌دهد که این دنباله‌دار ممکن است در اوایل شکل‌گیری منظومهٔ شمسی شکل گرفته باشد یا ممکن است از یک سامانه سیاره‌ای متفاوتی سرچشمه گرفته باشد. دوره مداری آن ممکن است در ابتدا حدود چندین میلیون سال بوده باشد، یا ظهور آن در سال ۱۹۷۳ ممکن است اولین سفر آن به درون منظومه شمسی باشد. شعاع متوسط هسته آن ۲٫۱ کیلومتر (۱٫۳ مایل) است.

## کشف

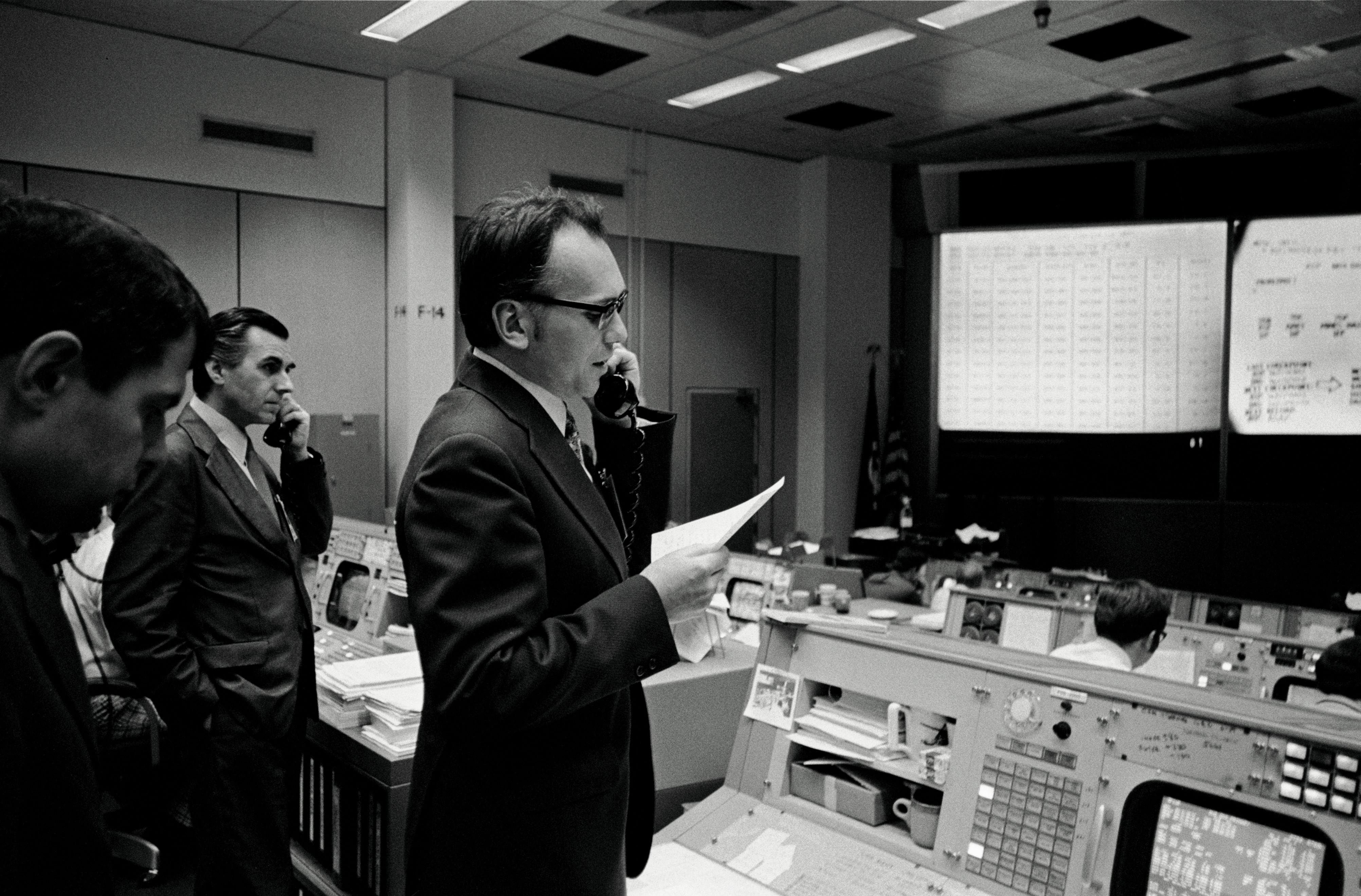
لوبوش کوهوتک، کاشف همنام دنباله دار کوهوتک، در مرکز کنترل ماموریت در مرکز فضایی جانسون در حال صحبت با فضانوردان Skylab 4 در طول عبور از دنباله دار در ژانویه 1974

این دنباله‌دار در ۱۸ مارس ۱۹۷۳ توسط اخترشناس چک لوبوش کوهوتک پس از بررسی صفحات عکاسی دو بار نوردهی شده توسط دوربین اشمیت با دیافراگم ۸۰ سانتی‌متری (۳۱ اینچی) در رصدخانه هامبورگ در برگدورف در ۷ مارس و ۹ مارس کشف شد. این شی آشکار باقی می‌ماند و در صفحه دوم کمی به سمت غرب-شمال غربی جابجا می‌شد، که تأیید می‌شد که شی در برابر ستاره‌های پس زمینه در حرکت است و یک ویژگی گذرا یا اشتباه نیست.: 1  هنگام کشف، دنباله‌دار دارای یک قدر ظاهری بین ۱۵٫۵ و ۱۶ و در صورت فلکی هیدرا قرار داشت. کوهوتک این دنباله‌دار را در ابتدا «پراکنده با تراکم مرکزی» توصیف کرد. این دنباله‌دار در نزدیکی مدار مشتری در حوالی زمان کشف، ۴٫۷ یکای نجومی (AU) از خورشید و ۴ یکای نجومی از زمین قرار داشت. در نتیجه، دنباله‌دار با سرعت ۰٫۲ درجه در روز بسیار آهسته به سمت غرب-شمال غربی حرکت می‌کرد. کشف یک دنباله‌دار در فواصل زیاد و زمان‌های طولانی قبل از حضیض آنها بی‌سابقه بود؛: 12 : 12 در آن زمان ستاره‌های دنباله‌دار به ندرت در فاصله‌ای با چنین فاصله‌ای از خورشید کشف می‌شدند، زیرا اکثر آنها بسیار کم‌نور بودند که قابل تشخیص نبود. کوهوتک یافته‌های خود را در ۱۹ مارس به دفتر مرکزی تلگرام‌های نجومی مخابره کرد که منجر به اعلام کشف او در بخشنامه ۲۵۱۱ اتحادیه بین‌المللی نجوم شد. این ششمین دنباله دار بود که در سال ۱۹۷۳ کشف شد و بنابراین نام آن 1973f بود.
کشف این دنباله‌دار با پیش‌آمدهای بسیار غیر مترقبه‌ای همراه بود: از آغاز سال ۱۹۷۱، کوهوتک در جستجوی دنباله‌دار بیلا بود که از سال ۱۸۵۲ به بعد مشاهده نشده بود. با استفاده از دوربین اشمیت رصدخانه هامبورگ، جستجوی اولیه در اکتبر و نوامبر ۱۹۷۱، ۵۲ ریزسیاره را در محدودهٔ تقریبی ۱۸۰ درجه پیدا کرد. منطقه مربع درجه آسمان مدارهای اولیه برای یافتن ۳۵ مورد از این اجرام تازه یافت شده تعیین شده بود، که از آنها ۱۵ مورد برای رصد بین ژانویه و آوریل ۱۹۷۳ مورد هدف قرار گرفته بودند. اما در عوض دنباله‌دار کوهوتک را پیدا کرد. دنباله‌دار کوهوتک بعداً روی یک صفحه عکاسی که در ۲۸ ژانویه گرفته شد، پوشانده شد، و درخشندگی مشابهی را در زمان کشف خود و فاصله ۵٫۲ واحد نجومی خورشیدی نشان داد.< این صفحه نیز در تعقیب 1971 UG گرفته شد. این دنباله دار دومین دنباله دار بود که توسط کوهوتک در سال ۱۹۷۳ کشف شد. اولین مورد در ۲۸ فوریه در جریان همان جستجو برای دنباله دار Biela کشف شد و همچنین بر روی یک صفحه عکاسی که قرار بود حاوی یکی دیگر از سیارات کوچک تازه کشف شده باشد، پیدا شد.